# El Shatt
El Shatt je kompleks izbjegličkih logora u pustinji na poluotoku Sinaju u Egiptu, u kojem je od veljače 1944. do ožujka 1946. boravilo evakuirano stanovništvo Dalmacije. U zbjegu je bilo više od trideset tisuća ljudi.

## Zemljopisni položaj
Logori su bili nekoliko kilometara udaljeni jedan od drugoga. Ondje je u početku bila samo željeznička postaja i ostatci pozadinskog logora 8. britanske armije feldmaršala Montgomeryja koji Englezima više nije bio bitan nakon što su pobijedili Nijemce kod El Alameina.
Postojali su još neki logori. Tolumbat, nedaleko od Aleksandrije, bio je za žene s malom djecom i u njemu su bili najbolji uvjeti, dok je najgorih uvjeta bio El Khatadba koji je bio udaljen nekoliko sati od Tolumbata i El Shatta.
U blizini su bili i logori Grka i Poljaka. Dalmatinci su se s njima mjerili u organizaciji izbjegličkog naselja, i jedini su imali potpuno autonomnu organizaciju života u logoru.

## Povijesni tijek događaja
Bježeći pred njemačkom ofenzivom krajem 1943. i početkom 1944. godine, kada je zauzeta čitava Dalmacija, veliki broj civila u strahu se od odmazde sklonio na otok Vis. Kako su na Visu već bili Glavni stožer partizanske vojske i saveznička britanska vojska, nije bilo mogućnosti prihvata i prehrane tolikoga broja ljudi. Stoga je odlučeno da se neboračko stanovništvo otoka i izbjeglice evakuiraju u Južnu Italiju, prvo u Bari, a zatim u Taranto. U zbjegu je bilo najviše Makarana (oko 5800), zatim Korčulana (4500), Bračana i Šoltana (4300), Vodičana (4000), Višana (3800), Hvarana (3000), Trogirana (2000), Šibenčana (2000) kao i tisuće iz drugih mjesta u Dalmaciji. Hrvata je u zbjegu bilo oko 80 %, a 7 % bili su Srbi, uz nešto Slovenaca, Židova i drugih. Budući da je Italija još uvijek bila poprište teških borbi savezničkih snaga i Nijemaca, odlučeno je da se izbjeglo stanovništvo prebaci u sigurniji Egipat, tada pod upravom Britanaca. Tamo se nalazio formalni vladar Jugoslavije kralj Petar II. Karađorđević, dio ministarstava njegove vlade u izbjeglištvu, dijelovi kraljevske vojske. Među tom vojskom bila je bojna Hrvata i Slovenaca koji su služili u talijanskoj vojsci, pa su dospijeli u britansko zarobljeništvo. Ti su se Hrvati i Slovenci pobunili malo prije nego što su došle izbjeglice, i nosili su zvijezdu petokraku na svojoj kapi. Oni su bili prvi koji su pridošlicama priskočili u pomoć i usred gole 
pustinje im namjestili prve šatore.
Logor je formiran na površini od 260 km2 u blizini Sueskog kanala, i podijeljen na pet manjih podlogora. Obitelji i naselja u logoru grupirali su se tako da su bili istog rasporeda kao i u starom kraju. Prosječno je u svakom šatoru bila jedna do dvije obitelji. Iako daleko od domovine i u lošim uvjetima, pokušali su očuvati privid normalnog života. Osnovane su škole, razne radionice, zajedničke praonice, izdavane su novine, a u jednom šatoru je uređena crkva. U školama je u siječnju 1945. na svim razinama gotovo 11 000 ljudi podučavalo 282 nastavnika. Organizirano se igrao šah, vježbala gimnastika, a postojala je i nogometna liga s nekoliko klubova. U sklopu stodnevne turneje Sredozemljem logor je posjela momčad Hajduka i odigrala utakmicu s reprezentacijom zbjega. Ljudi iz Dalmacije su se teško prilagođavali na pustinjske uvjete, posebno djeca koja su oboljevala od crijevnih bolesti. U logoru El Khatadba velik ih je broj umro od ospica. Britanska uprava držala je strog režim, dopuštajući izlazak iz kompleksa samo s propusnicama.  
Više od 30 000 ljudi provelo je u izbjegličkom logoru osamnaest i više mjeseci. U logoru se rodilo 475 djece. Dio djece se rodio u vezama Engleza i Hrvatica, no tek je dio tih veza ozakonjen. Trag boravka Hrvata u El Shattu je i u osobnim imenima. Neka od djece dobila su imena poput Nila, Sinaj, Sinajka, Elšatka, Sueska, Suez, Nilka, Zbjegan i sl.
U blizini logora bio je poligon avijacije kraljevske vojske pa su na logor, navodno slučajno, pet puta padale bombe od kojih je nekoliko ljudi stradalo – posljednji put početkom 1945.
Smirivanjem prilika u Jugoslaviji i učvršćenjem Titove vlasti, u ožujku 1945. formirana je komisija za repatrijaciju. U svibnju 1945. počeo je polagan povratak zbjega kući. Povratak je kasnio zbog navodnog manjka brodova i uz višemjesečne zastoje zbog nategnutih političkih odnosa Jugoslavije i saveznika. Posljednji konvoj otišao je iz El Shatta 24. ožujka 1946. godine. Prema popisima iz triju logora, na mjestu izbjeglištva ostalo je groblje sa 715 umrlih.
Izbjegličko groblje je s vremenom bilo devastirano, a onda i uništeno u izraelsko-arapskim ratovima 1967. Groblje je 1985. po prvi put obnovljeno, no do tada je već bio izgubljen trag o većini grobova. Godine 2003. uz potporu hrvatske vlade uređeno je memorijalno područje sa spomen-obilježjem za svih 856 stradalih u zbjegu.

## Slike iz života u logoru
Fotografije logora iz rujna 1944. godine, iz zbirke sa 175 fotografija Kongresne knjižnice Sjedinjenih Američkih Država.

## Centralni odbor zbjega
Organizaciju života u logorima vodio je Centralni odbor zbjega. Kao glavni zadatak odredili su motivirati ljude i svakome dati neku ulogu, no bez ikakve represije. Odbor su u različitim razdobljima činili:
- predsjednik: Ivo Markić (1944., 1945.), Mate Barbić (1944.), don Andro Štambuk (1946.);
- glavni tajnik: Zvonimir Bešker (1944.), Mate Barbić (1944. – 1945.);
- voditelj Prosvjetno-propagandnog odjela: Marin Franičević (1944.), Zoran Palčok i don Andro Štambuk (1944. – 1946.);
- voditelj Političko-upravnog odjela: Zvonimir Bešker (1944.), Mate Barbić (1944. – 1945.);
- voditelj Zdravstvenog odsjeka: dr. Milivoj Visković, kasnije i Milan Bijelić;
- voditelj Gospodarskog odsjeka: Duško Čurčija;
- voditelj Tehničkog odsjeka: Savka Dabčević (1944.), Zvonimir Bešker (1944. – 1945.), kasnije i Ivo Franetović (1944. – 1946.);
- voditelj Kulturno-informativnog odjela: Ivan Jurlina, kasnije i Marija Lujak.

Postojao je i odbor zbjega u Italiji koji je vodila Ružica Markotić, a oba su odbora bila odgovorna Oblasnom narodnooslobodilačkom odboru Dalmacije. U stvarnosti je logorima iz ilegale upravljala Komunistička partija, a služili su im kao pokazni primjer izgleda novog društvenog uređenja, socijalističkog društva u kojemu su svi jednako posjedovali i svi doprinosili zajednici koliko su mogli.

## Poznati u zbjegu u El Shattu
Osobe koje su bile u zbjegu u El Shattu ili su rođene ondje: Ranko Marinković, Vjekoslav Kaleb, Savka Dabčević-Kučar, Josip Hatze, Estera Paunović, Roko Dobra, Gojko Borić, Tomislav Zuppa (prebacivao je civile preko Leccea u El Shatt), Jakša Miličić, Rudolf Gerhart Bunk, Ivica Hlevnjak, Miroslav Feldman, Želimir Pašalić (prof. ekonomije), Sinaj Juraj Bulimbašić (nagrađivani maslinar), Živko Kljaković (akad. slikar), Zvonimir Barišić (svestrani sportski radnik), Šime Mišetić (nogometni djelatnik), Stjepan Vladimir Letinić (agronom, pjesnik i novinar). Poznate osobe čiji su roditelji bili u zbjegu u El Shattu: Izvor Oreb (»majka mu bila na Mojsijevom izvoru«), Željko Vukmirica, Stipe Božić.

## Vanjske poveznice
|  | Zajednički poslužitelj ima još gradiva o temi El Shatt |

- Dokumentarni film Zbjeg na YouTubeu (1987.) Hrvatski državni arhiv

30°02′10″N 32°36′50″E / 30.036°N 32.614°E